# Qualificazioni al campionato mondiale femminile di pallavolo 2010
Le qualificazioni per il campionato mondiale femminile di pallavolo 2010, le cui fasi finali si terranno in Giappone, si svolsero da dicembre 2008 fino a luglio 2009. A seconda del numero di squadre partecipanti per ogni continente si ebbero fino a tre fasi: la prima fase si svolse tra i mesi di dicembre 2008 e gennaio 2009, la seconda fase tra il 15 maggio e 15 giugno 2009 e la terza fase, quella definitiva, tra 19 giugno e 19 luglio 2009.
Alle qualificazioni parteciparono 96 squadre di tutti e cinque i continenti, record assoluto per la competizione: 13 squadre africane, 32 nordamericane, 8 sudamericane, 11 asiatiche-oceaniche e 32 europee.
I giorni di qualificazioni sono stati sorteggiati il 29 settembre 2008 a Torino: in totale si sono qualificate per le fasi finali del campionato mondiale 22 squadre (2 dall'Africa, 4 dall'Asia-Oceania, 6 dal Nord America, 2 dal Sud America e 8 dall'Europa), oltre a due già qualificate, il Giappone, paese organizzatore e la Russia, campione in carica.

## Squadre partecipanti
Segue l'elenco delle 97 nazionali partecipanti alle qualificazioni:
| - Albania - Algeria - Anguilla - Antigua e Barbuda - Antille Olandesi - Argentina - Aruba - Austria - Azerbaigian - Bahamas - Bangladesh - Barbados - Belgio - Bermuda - Belize - Bielorussia - Bolivia - Bosnia ed Erzegovina - Botswana - Brasile | - Bulgaria - Camerun - Canada - Cile - Cina - Colombia - Corea del Sud - Costa Rica - Croazia - Cuba - Danimarca - Dominica - Egitto - El Salvador - Estonia - Figi - Finlandia - Francia - Georgia - Germania | - Giamaica - Grecia - Grenada - Guatemala - Haiti - Honduras - Isole Cayman - Isole Vergini Americane - Isole Vergini Britanniche - Israele - Italia - Kazakistan - Kenya - Mauritius - Messico - Moldavia - Montenegro - Mozambico - Nicaragua - Nigeria | - Nuova Zelanda - Paesi Bassi - Perù - Polonia - Portogallo - Porto Rico - Regno Unito - Rep. Ceca - Rep. Dominicana - Romania - Saint Kitts e Nevis - Saint Vincent e Grenadine - Saint Lucia - Samoa - Senegal - Serbia - Slovacchia - Slovenia - Spagna - Stati Uniti | - Sudafrica - Suriname - eSwatini - Panama - Taipei cinese - Thailandia - Tonga - Trinidad e Tobago - Tunisia - Turchia - Ucraina - Ungheria - Uruguay - Uzbekistan - Venezuela - Zimbabwe |

## Qualificazioni continentali

### Africa
Delle 53 squadre CAVB:
- 13 squadre partecipanti.
- si qualificano 2 squadre.

### America del Nord
Delle 35 squadre NORCECA:
- 32 squadre partecipanti.
- si qualificano 6 squadre.

### America del Sud
Delle 12 squadre CSV:
- 8 squadre partecipanti.
- si qualificano 2 squadre.

### Asia e Oceania
Delle 65 squadre AVC:
- 11 squadre partecipanti.
- si qualificano 4 squadra (+1, considerando il Giappone, paese ospitante).

### Europa
Delle 56 squadre CEV:
- 32 squadre partecipanti.
- si qualificano 8 squadre (+1, considerando la Russia, campione in carica).

## Squadre qualificate
- Giappone: paese organizzatore.
- Russia: campione in carica.

| Africa - Algeria - Kenya | America del Nord - Canada - Costa Rica - Cuba - Porto Rico - Rep. Dominicana - Stati Uniti | America del Sud - Brasile - Perù | Asia e Oceania - Cina - Corea del Sud - Kazakistan - Thailandia | Europa - Croazia - Germania - Italia - Paesi Bassi - Polonia - Rep. Ceca - Serbia - Turchia |